# 諒設計アーキテクトラーニング
諒設計アーキテクトラーニング（英: ryosekkei architect learning CO.,LTD.）は、福岡県福岡市に本社を置く、通信教育サービスなどの事業を行っている企業。

## 沿革
- 2005年（平成27年） - 諒設計アーキテクトラーニング設立

## 事業内容
- 通信教育事業

## 主な講師陣
- 古山あかり　子供心理カウンセラー資格取得講座
- 小園麻貴　行動心理カウンセラー資格取得講座
- 前野博之　快眠セラピスト資格取得講座
- 川島光将　メンタル心理ミュージックアドバイザー資格取得講座
- といろひろば　福祉心理カウンセラー資格取得講座
- あーちゃん先生　メンタル士心理カウンセラー®資格取得講座